# Vrijheid van kunst
Vrijheid van kunst of kunstvrijheid is een grondrecht in bijvoorbeeld Duitsland, Oostenrijk en Zwitserland. In Nederland en België is dit recht niet expliciet in de grondwet opgenomen.
Vrijheid van kunst moet niet verward worden met artistieke vrijheid. Vrijheid van kunst is een politiek of maatschappelijk recht, te vergelijken met de vrijheid van meningsuiting: de kunstenaar is tegenover de politiek gevrijwaard van censuur, en is vrij zonder maatschappelijke inmenging kunst voort te brengen naar eigen inzicht. Artistieke vrijheid is het recht van de kunstenaar om zich vrijheden te veroorloven binnen het kunstwerk.

## Nederland
De bescherming van de vrijheid van kunst wordt niet via een expliciete bepaling in de Nederlandse Grondwet beschermd. Daarbij accepteert de Nederlandse rechtspraak de kunstexceptie op zich niet, juridisch kunstexceptie als zelfstandige rechtvaardigingsgrond genoemd. Daarbij volgt uit jurisprudentie uit 1988, dat Artikel 10 van het Europees Verdrag voor de Rechten van de Mens de strafrechtelijke vervolging van kunstenaars niet verbiedt, wanneer enkel door middel van een kunststuk een strafbaar feit is begaan.

## België
Ook in de Belgische Grondwet is geen bepaling opgenomen die een speciale bescherming biedt aan de vrijheid van kunst. Wel is het hier grondwettelijk geregeld dat een ruime interpretatie van de kunstexceptie is aanvaard. Jurisprudentie hieromtrent is schaars, hoewel het Hof van Cassatie in een zaak uit 1931 wel als regel verwoordde, dat kunstwerken mogen worden vervaardigd die de eerbaarheid aantasten. Belangrijk hierin is wat de kunstenaar met zijn expressie heeft bedoeld, op welke manier het kunstwerk publiekelijk is gemaakt en wat de doelgroep is.

## Duitsland, Oostenrijk en Zwitserland
In Duitsland is de vrijheid van kunst opgenomen in artikel 5 lid 3 van de Grondwet voor de Bondsrepubliek Duitsland. Dit recht is opgenomen in hetzelfde artikel dat ook andere vrijheden als de vrijheid van meningsuiting, de persvrijheid en de vrijheid van onderwijs beschermt.
In de Zwitserse grondwet wordt de vrijheid van kunst beschermd in artikel 21 en in de Oostenrijkse grondwet in artikel 17.
Ten tijde van zowel nazi-Duitsland en als de Duitse Democratische Republiek werd de vrijheid van kunst sterk ingeperkt.
Op 9 september 2010 ontving de Deense cartoonist Kurt Westergaard een internationale prijs van de Duitse bondskanselier Angela Merkel die ze motiveerde met het eerste lid van het Duitse grondwetsartikel.